# Cheilosia alpestris
Cheilosia alpestris is een vliegensoort uit de familie van de zweefvliegen (Syrphidae). De wetenschappelijke naam van de soort is voor het eerst geldig gepubliceerd in 1894 door Becker.